# Sternopygus sabaji
Sternopygus sabaji — вид гімнотоподібних риб родини Sternopygidae. Описаний у 2022 році.

## Назва
Вид названо на честь американського іхтіолога доктора Марка Генрі Сабаджа з Академії природничих наук у Філадельфії, за його значний внесок у дослідження та розуміння різноманіття неотропічних вод. Автори таксона також визнають його роль у зборі та фотографуванні зразків типової серії та його допомогу авторам у отриманні зразків для цього дослідження.

## Поширення
Ендемік Гвіанського щита. Вид поширений у басейні річок Мароні та Ессекібо в Гаяні, Суринамі та Французькій Гвіані.